# Berchtesgaden Nemzeti Park
A Berchtesgaden Nemzeti Park Németországban, Bajorország délkeleti részén található, közel az osztrák határhoz. A nemzeti park területe 208 km², az UNESCO világörökség része.

## Látnivalók
- Röthbach vízesés: 470 méter magasról zúdul le a víz
- Königssee

## Galéria

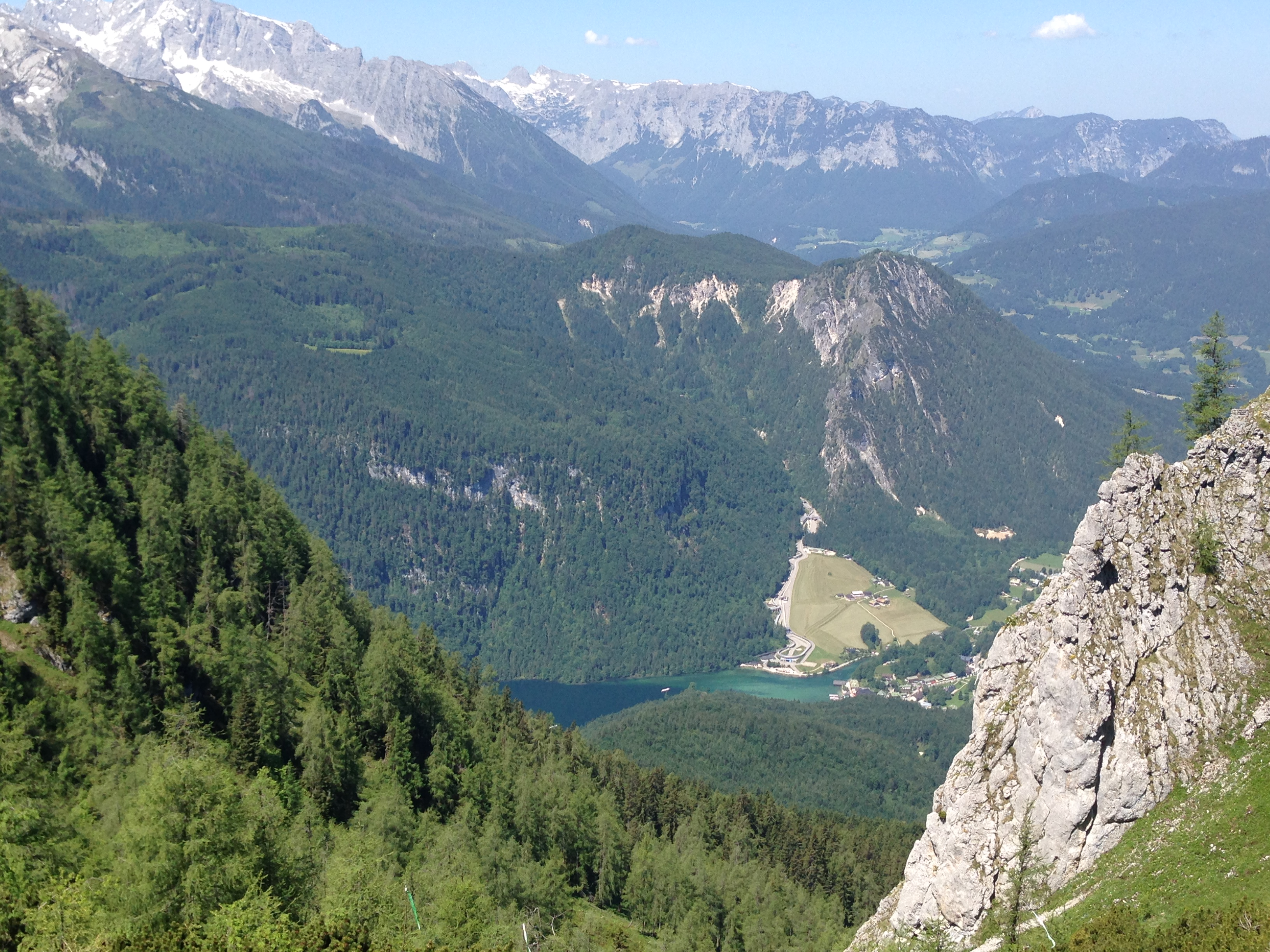
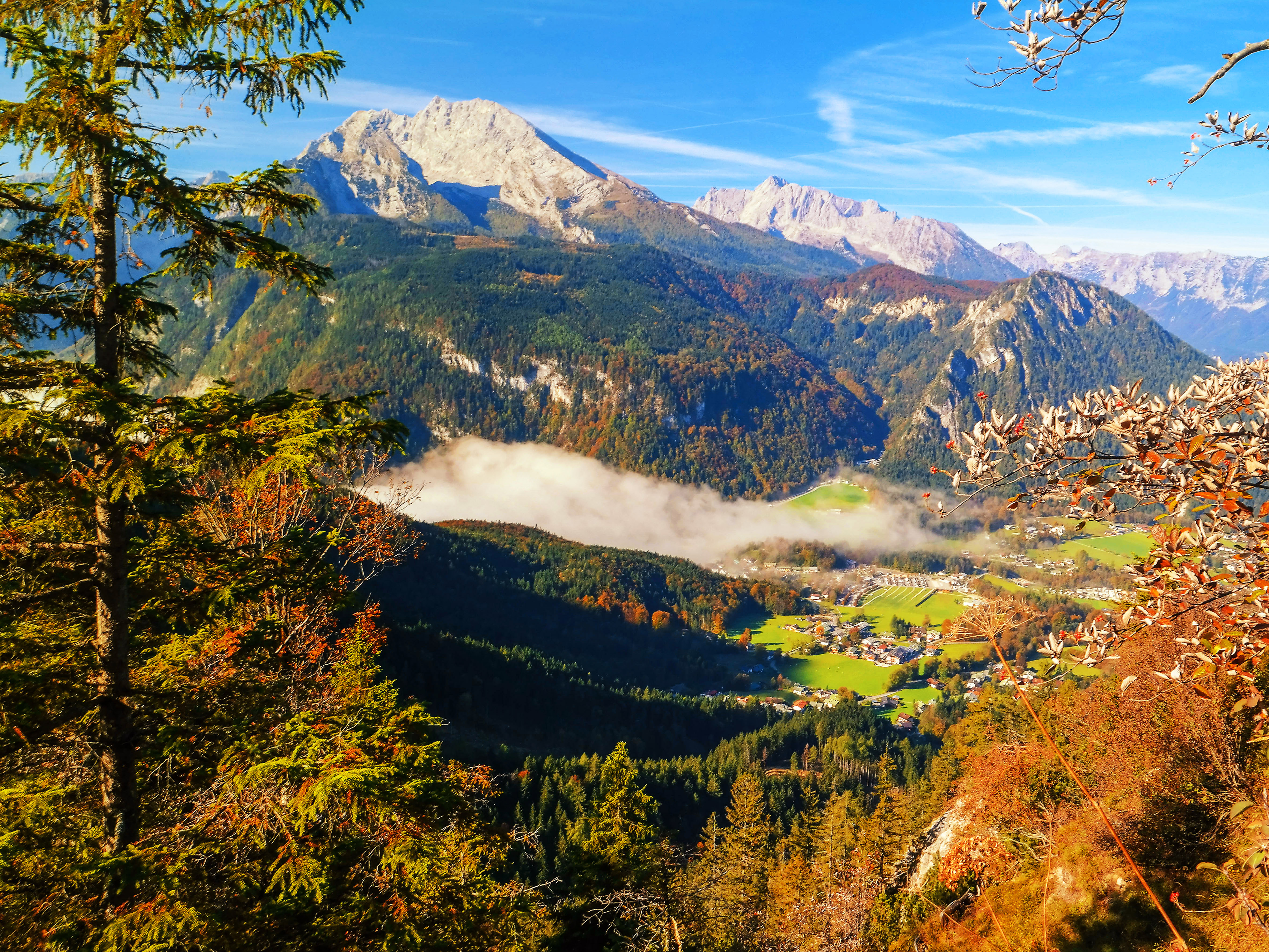
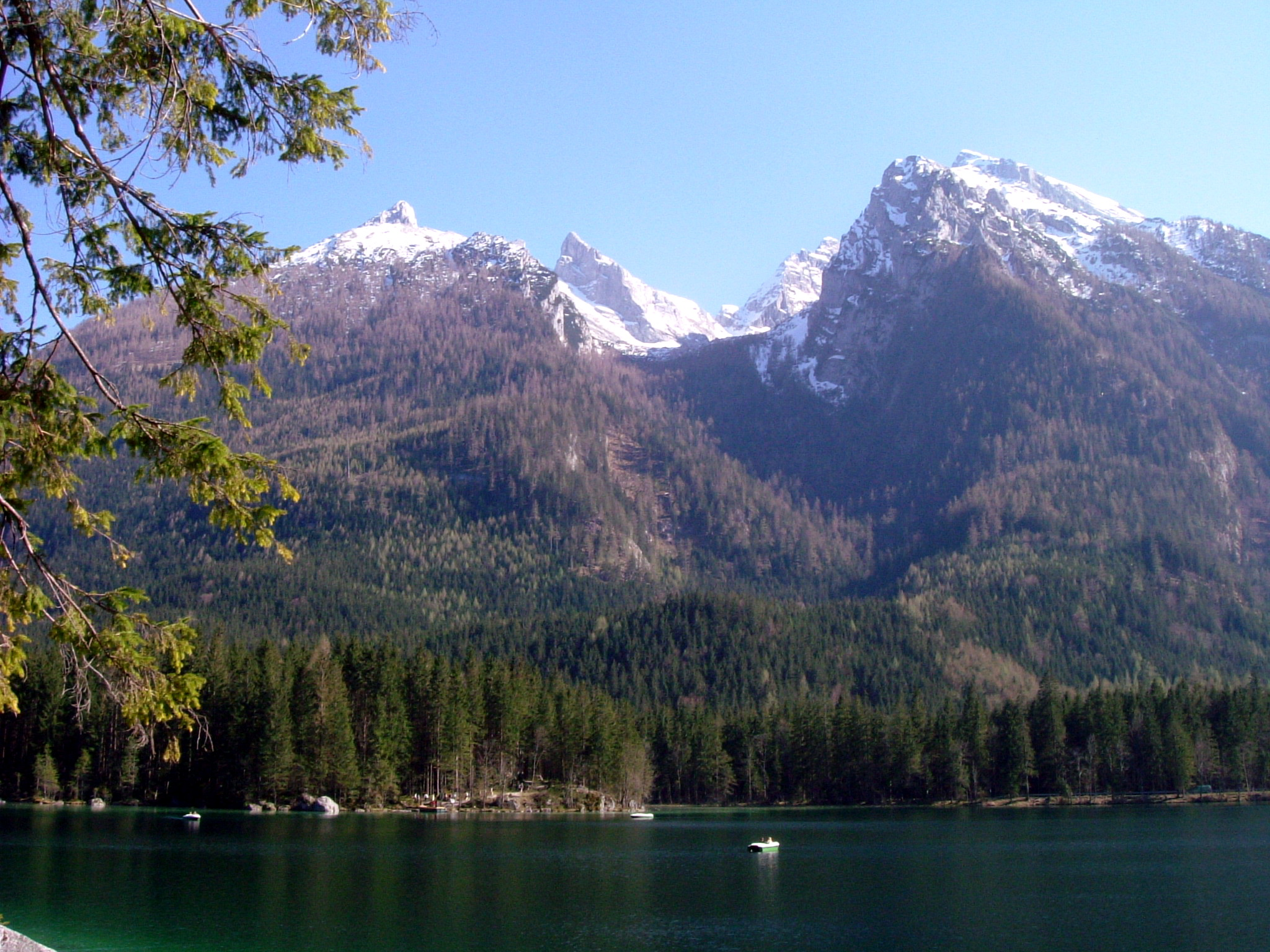
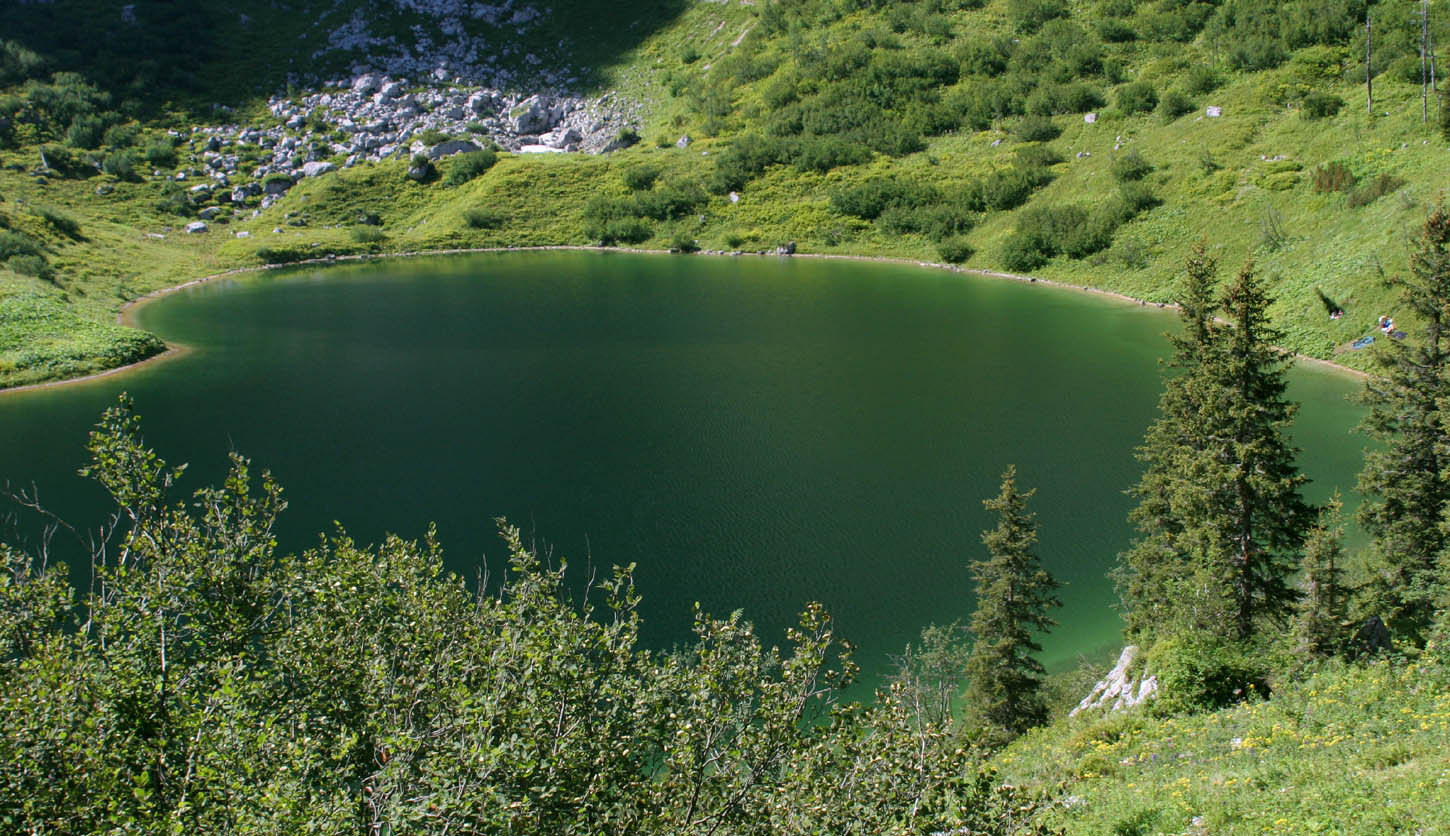
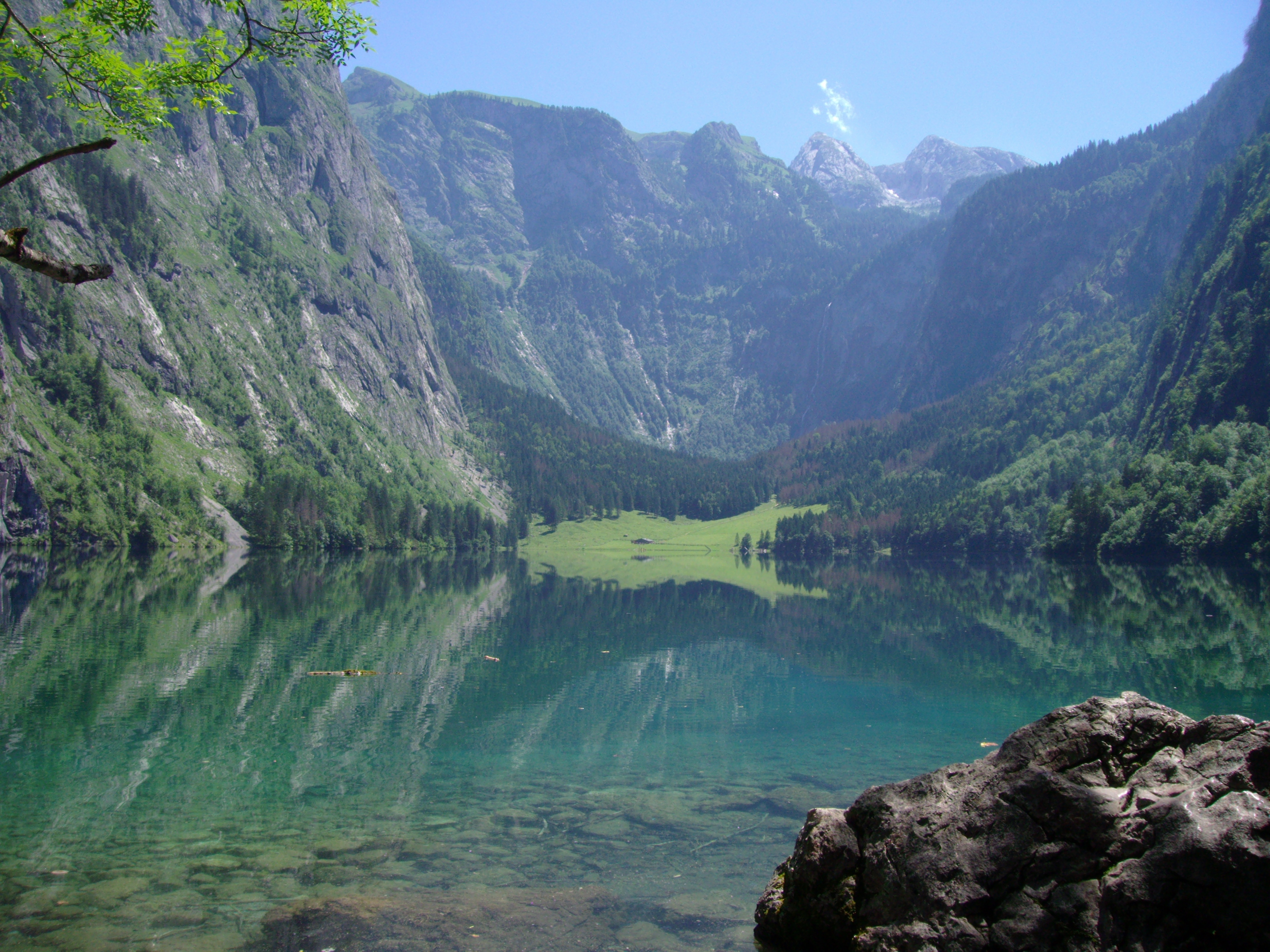
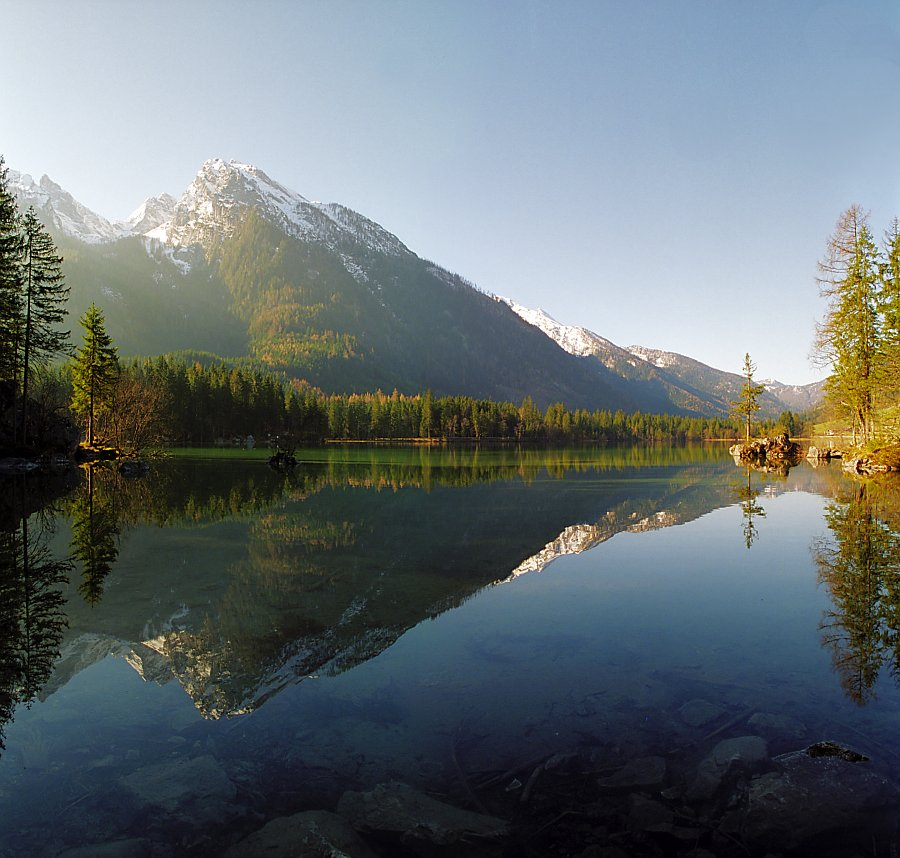
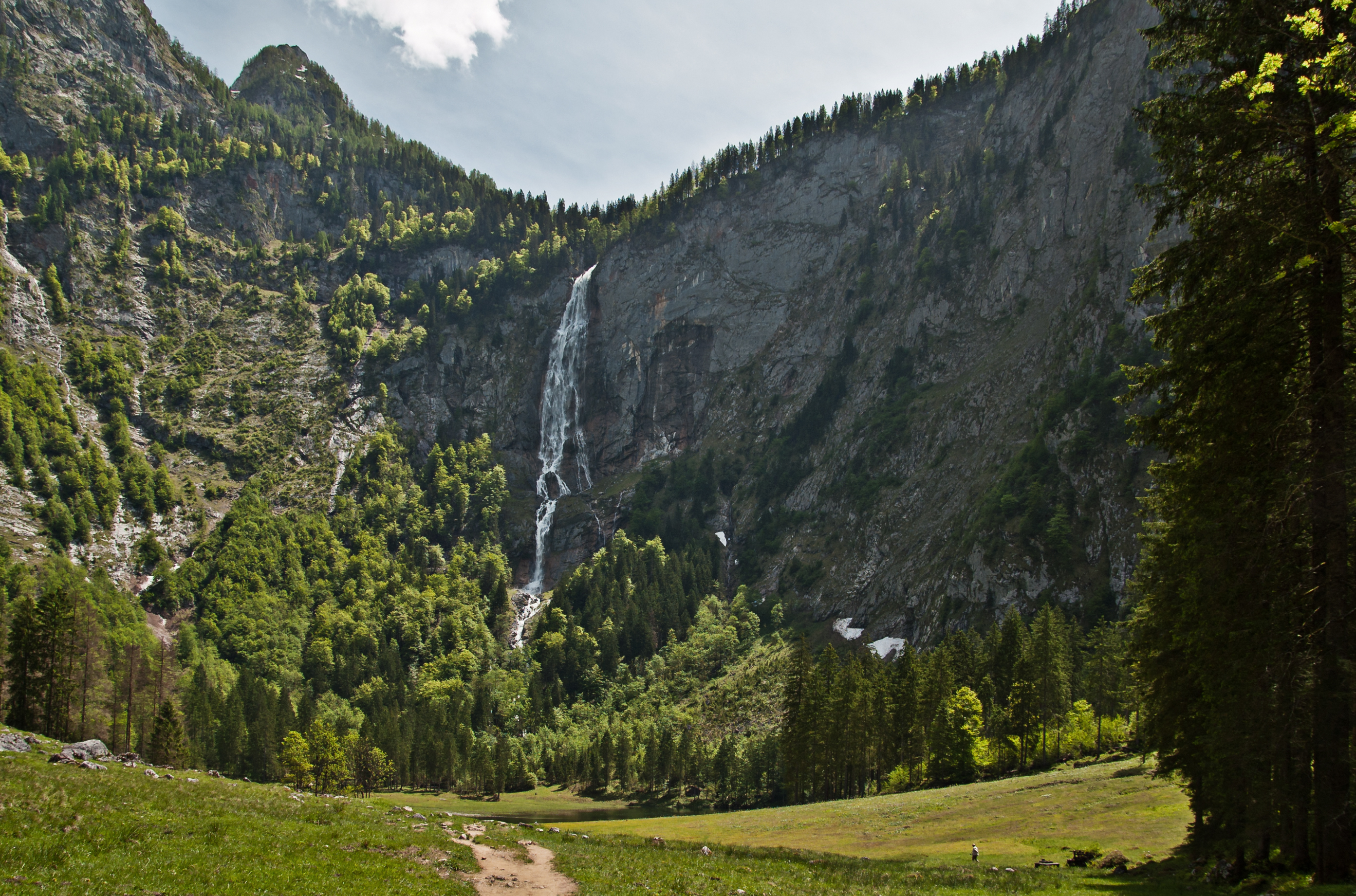
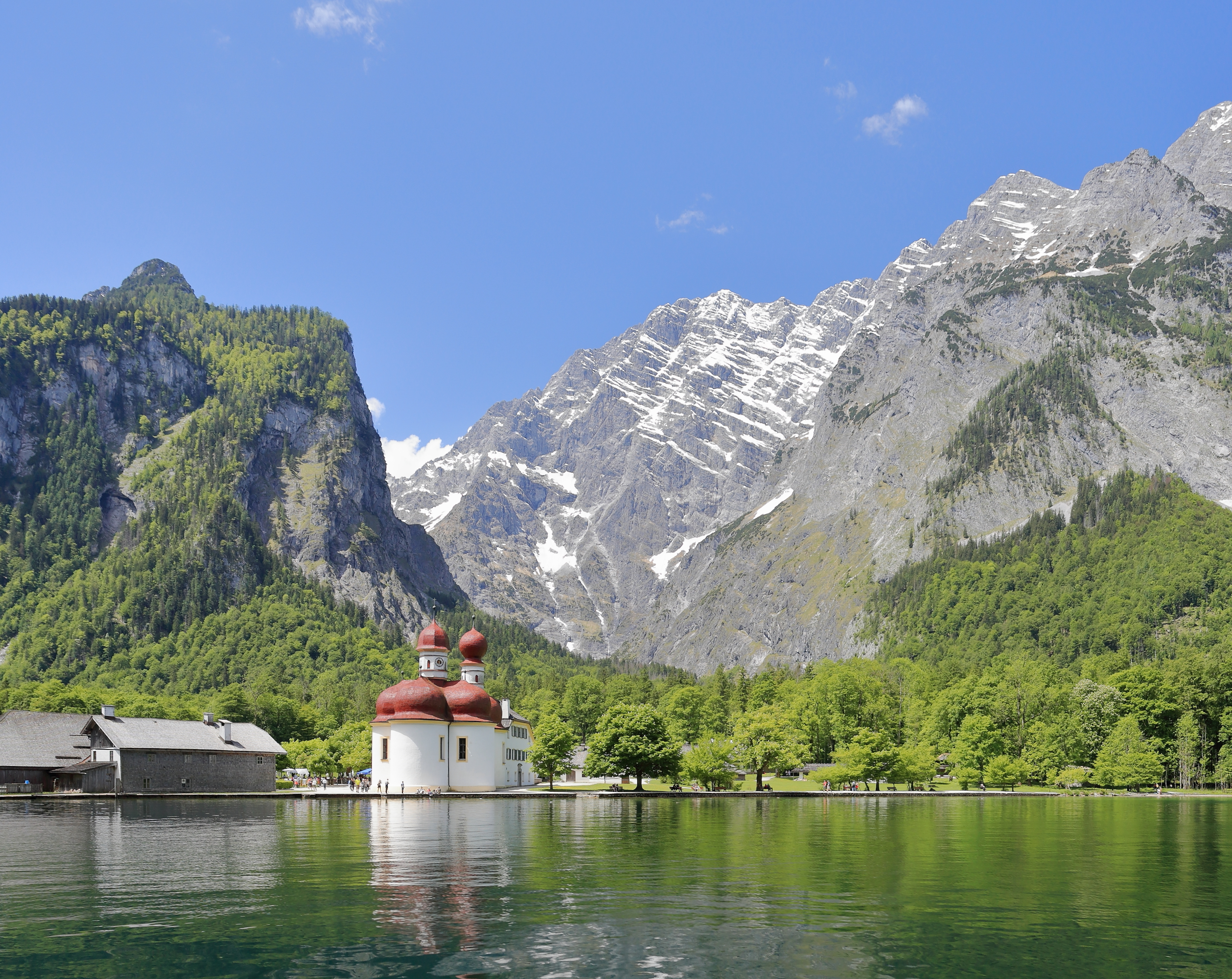
A Szent Bertalan-templom